# Gervais Ndirakobuca
Gervais Ndirakobuca (ur. 1970 w Bukinanyanamie) – burundyjski polityk, były policjant i dowódca rebeliantów. W latach 2020–2022 minister spraw wewnętrznych. Od 2022 do 2025 premier Burundi. Od 5 sierpnia 2025 przewodniczący Senatu.
Ndirakobuca był również głównym doradcą ds. policji byłego prezydenta Pierre’a Nkurunzizy podczas protestów opozycji w 2015, kiedy policja strzelała ostrą amunicją do demonstrantów sprzeciwiających się trzeciej kadencji Nkurunzizy. W tym samym roku Stany Zjednoczone i Unia Europejska nałożyły sankcje na Ndirakobuca, w tym ograniczenia w podróżowaniu i zamrożenie jego aktywów, które zostały zniesione w 2021 i 2022. 
5 sierpnia został przewodniczącym Senatu. Na stanowisku szefa rządu zastąpił go Nestor Ntahontuye.